# Purice
Purice este numele comun pentru oricare dintre insectele mici, fără aripi, din ordinul Siphonaptera (unele instituții utilizează denumirea de Aphaniptera pentru că este mai veche). Puricele este o insectă parazită hematofagă, de talie mică, de culoare cafenie-închisă, având membrele posterioare adaptate pentru sărit. Puricii sunt paraziți externi, care se hrănesc prin hematofagie, adică extrag substanțele nutritive din sângele supt al mamiferelor și păsărilor. Dovezi genetice și morfologice arată că puricii sunt descendenți ai familiei Boreidae, ai cărei reprezentanți sunt de asemenea nezburători; în consecință, este posibil ca ei să fie reclasificați ca subordin în Mecoptera. În trecut, se presupunea că puricii au evoluat din Diptera, această ipoteză fiind bazată pe similaritatea larvelor.

## Morfologie și comportament

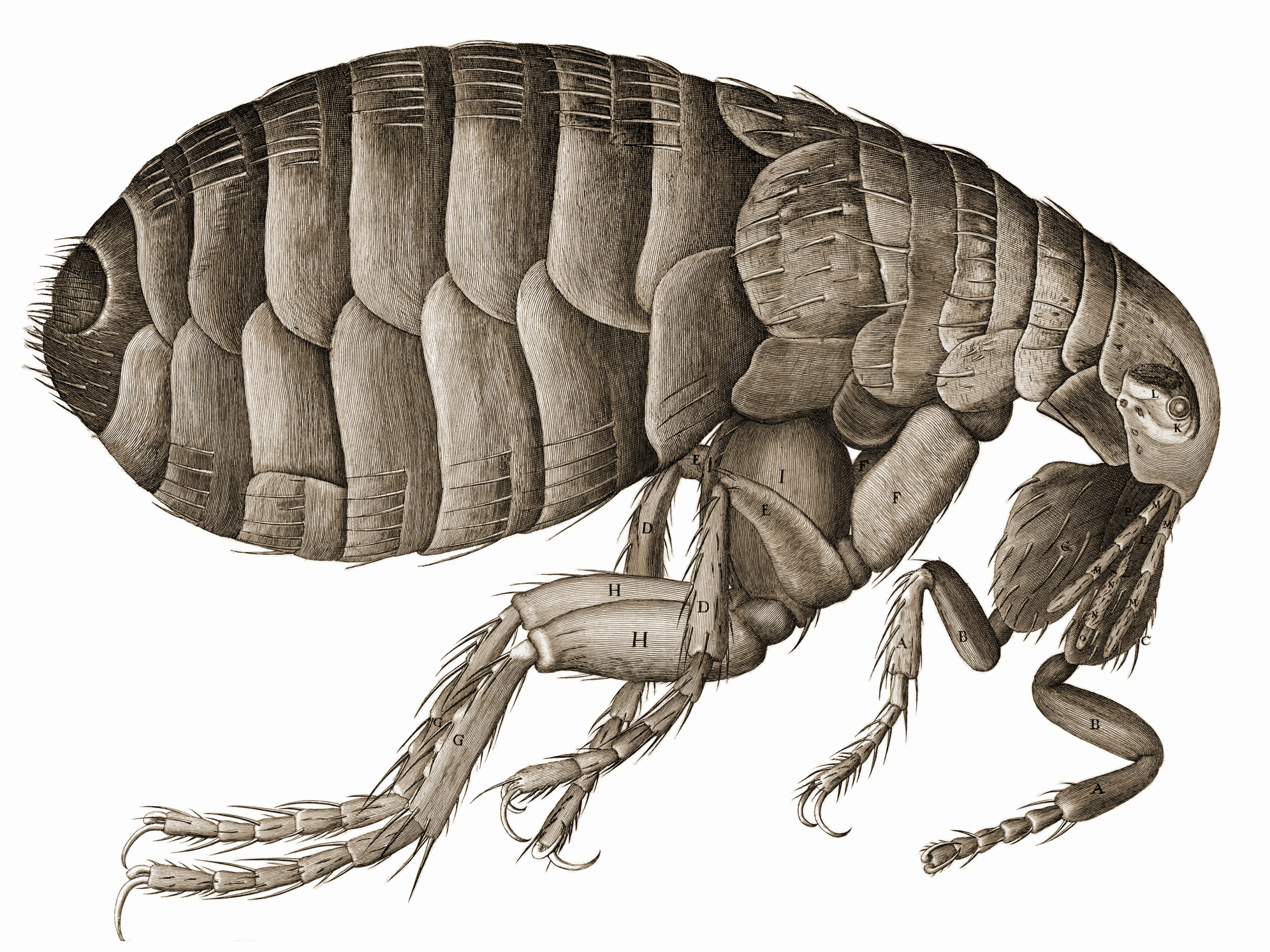
Reprezentare a puricelui realizată de Robert Hooke în lucrarea Micrographia

Puricii sunt niște insecte (1.5 - 3.3 mm lungime) foarte agile, de obicei de culoare închisă (de exemplu, puricii de pisică sunt colorați într-o nuanță de roșu-brun sau maroniu). Aceste insecte sunt lipsite de aripi, cu aparatul bucal de formă tubulară, adaptat la hrănirea cu sânge de la gazdele lor. Picioarele lor sunt lungi, iar perechea posterioară este bine adaptată pentru sărituri: un purice poate sări pe verticală până la 18 cm, iar pe orizontală până la 33 cm. Aceasta reprezintă aproximativ de 200 de ori lungimea propriului lor corp, făcând ca puricele să fie printre cei mai buni săritori dintre toate animalele cunoscute (în raport cu dimensiunea corporală), al doilea doar după broasca-săritoare.
Potrivit unui articol din revista Science News, "cercetătorii de la Universitatea Cambridge din Anglia au arătat că puricii sar de la încheietura "tibiae - tarsi" (echivalentul piciorului insectei) și nu de la "trochantera" (șoldul) sau de la genunchi. Cercetătorii și-au expus concluziile studiului în The Journal of Experimental Biology din 1 martie 2011.
S-a făcut cunoscut faptul că puricii nu folosesc puterea musculară, ci energia stocată într-o proteină numită resilină, iar cercetătorii s-au folosit de tehnologie video de mare viteză și de modele matematice pentru a descoperi unde, de fapt, are loc acțiunea care creează efectul de arc. Corpurile lor sunt aplatizate pe verticală (în termenii anatomiei umane), fapt care permite deplasarea cu ușurință printre firele de păr sau penele de pe corpul gazdă (sau în cazul oamenilor, pe sub haine).

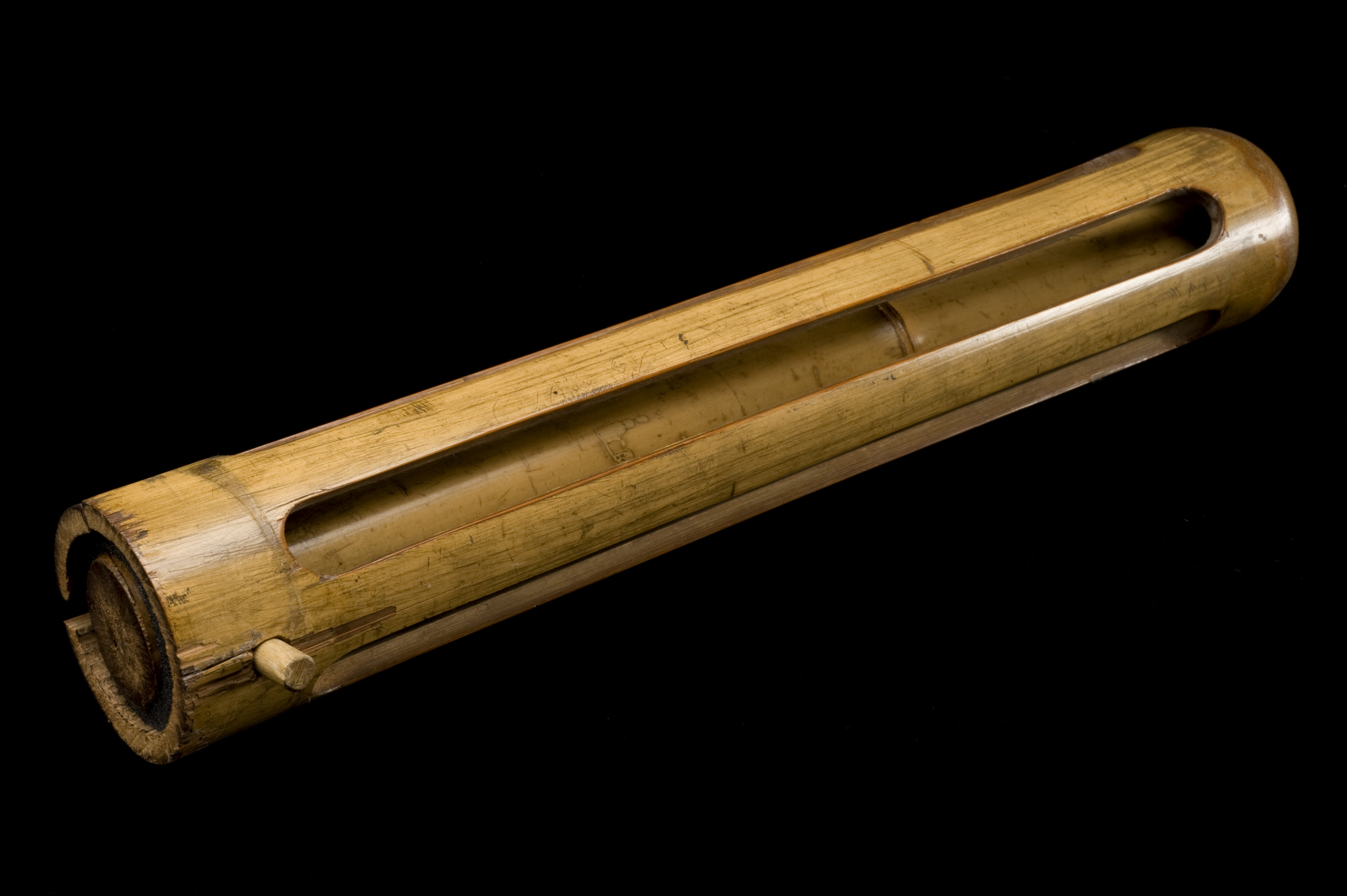
Capcană medievală de purici plasată în perucă sau pe corp

Corpul puricelui este greu, lucios și acoperit cu multe fire de păr scurt și țepi, îndreptate înapoi, care îl ajută, de asemenea, să se deplaseze pe corpul-gazdă. Corpul greu al puricelui este capabil să reziste la o presiune mare, probabil aceasta este o adaptare pentru a supraviețui la încercarea de a fi eliminat prin zdrobire sau zgârieturi. Strângerea cu putere între degete, este, în mod normal, insuficientă pentru a ucide un purice. Este posibil să îl elimini prin lipirea/prinderea individuală cu bandă adezivă sau cu ceară de albine topită (sau "ceară de brânză"), sau prin rularea bruscă a acestuia între degete pentru a-l anihila, strivindu-l apoi cu unghiile. De asemenea, puricii pot fi înecați în apă și nu pot supraviețui contactului direct cu insecticidele împotriva puricilor care se găsesc în comerț.
Puricii depun ouă, albe, de formă ovală, mai ușor vizibile cu ajutorul unei lupe. Larva este mică, palidă, are peri care acoperă trupul de asemănarea viermelui, nu are ochi, și are aparatul bucal adaptat la mestecat. Larva se hrănește cu diferite materiale organice, în special fecale de purici maturi. Dieta puricilor adulți constă exclusiv din sânge proaspăt. În faza pupală, larva este închisă într-o mătase, ce acoperă coconul.

## Subdiviziuni
Familii
- Tungidae
- Pulicidae – purici comuni
- Coptopsyllidae
- Vermipsyllidae – purici de carnivore
- Rhopalopsyllidae – purici de marsupiale
- Hypsophthalmidae
- Stephanocircidae
- Pygiopsyllidae
- Hystrichopsyllidae – purici de rozatoare
- Leptopsyllidae – purici de șoareci
- Ischnopsyllidae – purici de lilieci
- Ceratophyllidae – purici asociați de obicei cu rozătoare
- Amphipsyllidae
- Malacopsyllidae
- Dolichopsyllidae – purici de rozătoare
- Ctenopsyllidae